# NGC 61B
NGC 61B és una galàxia lenticular localitzada a la constel·lació dels Peixos.